# François Roux (écrivain)
Pour les articles homonymes, voir François Roux et Roux.
François Roux est un écrivain, publiciste et réalisateur français, né le 24 septembre 1957,.

## Filmographie
Sauf indication contraire, les informations mentionnées dans cette section peuvent être confirmées par les bases de données cinématographiques  présentes dans la section « Liens externes ».
- 1998 : Aniel

## Publications
- La Mélancolie des loups, Leo Scheer, 2010[3].
- Le Bonheur national brut, roman, Albin Michel, 2014[3].
- Tout ce dont on rêvait, roman, Albin Michel, 2017[3].
- Fracking, roman, Albin Michel, 2018.
- La Vie rêvée des hommes, roman, Albin Michel, 2021. Poche, Litos, 2025.
- Le Souffle des femmes, roman, Éditions du Rocher, 2025.